# جلیل دوست‌خواه
جلیل دوست‌خواه (زادهٔ ۱۵ شهریور ۱۳۱۲ اصفهان) ایران‌شناس، پژوهشگر، نویسنده، ادیب، شاهنامه‌پژوه و مترجمِ معاصرِ ایرانی است.

## زندگی
او در سال‌های ۱۳۱۷ تا ۱۳۳۱ خورشیدی، دوره‌های مکتب خانه، دبستان، سه سالهٔ آغازِ دبیرستان و دوسالهٔ دانش‌سرای مقدّماتی شبانه‌روزی را در همان شهرِ زادگاهش، اصفهان گذراند.

### آموزگاری
سال آموزشی ۱۳۳۱–۱۳۳۲ را با شغلِ آموزگاری در یک روستا سپری کرد و در آستانهٔ آغازِ دومین سالِ آموزگاری‌اش به سببِ درگیری در مبارزاتِ سیاسی، بازداشت و بیکار شد و عنوانِ «منتظرخدمت» و سپس «آماده به خدمت» یافت.

### خدمت سربازی
در سال‌های ۱۳۳۳–۱۳۳۴ دورهٔ ۱۸ ماههٔ خدمتِ سربازی را در تهران و فارس گذراند.

### ورود به دانشکدهٔ ادبیّاتِ دانشگاهِ تهران
در سال‌های ۱۳۳۴ تا ۱۳۳۶ خورشیدی در ضمنِ کارِ روزانه در کارگاه‌های گوناگون، به کلاس‌های شبانه رفت و خود را برای شرکت در آزمونِ ورود به دانشگاه، آماده کرد و در سال ۱۳۳۶ در دانشکده ادبیّات دانشگاه تهران به عنوانِ دانشجوی رشتهٔ زبان و ادبیّاتِ فارسی پذیرفته شد. همچنین به تدریس در یک دبیرستانِ روزانه و چند آموزشگاهِ شبانه و کار در برخی از نشریّه‌های ادبی-فرهنگیِ تهران (از جمله همکاری با روح‌الله خالقی و سپس م. ا. به آذین در تدوین و نشرِ ماهنامهٔ پیام نوین و استاد ایرج افشار در انتشارِ ماهنامه راهنمای کتاب) پرداخت و دورهٔ کارشناسی را تا سال ۱۳۳۹ گذراند و رتبهٔ یکم را به‌دست‌آورد.

### دکتری زبان و ادبیاتِ فارسی
او در همان سال در آزمونِ ورودیِ دورهٔ دکترای زبان و ادبیّات فارسی دانشگاه تهران شرکت کرد و همراه با دو تنِ دیگر (دکتر رسول شایسته و دکتر محمد جواد شریعت) از میان ۳۰ تن شرکت کننده، به این دوره پذیرفته شد و تا سالِ ۱۳۴۷ خورشیدی در حینِ گذراندنِ درس‌های دورهٔ دکترا، بر پایهٔ فراخوانِ دکتر محمّد مُعین، به کار در سازمان‌های لغت‌نامه دهخدا و فرهنگِ فارسی پرداخت و در آبان‌ماهِ ۱۳۴۷ از پایان‌نامهٔ دکترایش با عنوانِ آیینِ پهلوانی در ایرانِ باستان (پژوهشی در گسترهٔ شاهنامه‌شناسی) به راهنماییِ استادش دکتر محمّد مقدم در برابرِ گروهِ استادان دفاع کرد و آن را از تصویب گذراند. وی از شاگردیِ ابراهیم پورداوود نیز بهره برده است.

### همکاری در جُنگِ اصفهان
اوایل دههٔ ۴۰ خورشیدی هوشنگ گلشیری و همفکرانش برای طرح دیدگاه‌های تازه خود در مقابل جریانات ادبی و سنت گرای انجمن شعر صائب در اصفهان سلسله جلساتی را تشکیل دادند که بعدها جنگ اصفهان نام گرفت. اولین جلسات در کنار قبر صائب برگزار شد. از دل همین جلسات بود که نویسندگان و نظریه پردازان ادبی دهه چهل و پنجاه شمسی در ایران بیرون آمدند. مجلهٔ جنگ اصفهان، شمارهُ اول، ۱۳۴۴ محصول همین دوره‌است.
هستهُ اصلی اصحاب جنگ به ترتیب الفبا: محمد حقوقی، اورنگ خضرایی، روشن رامی، رستمیان، جلیل دوستخواه، محمد کلباسی، هوشنگ گلشیری و احمد گلشیری.

### استادیاری و استادی
سال‌های ۱۳۴۷ تا ۱۳۶۰ را با سِمتِ استادیاری و دانشیاریِ تمام‌وقت در دانشگاه اصفهان و نیز با عنوان استادِ میهمان در دانشگاه جندی‌شاپور اهواز و در فرصتِ پژوهشیِ یک‌ساله (۱۳۵۵–۱۳۵۶) در دانشگاه دُرهام در شمال خاوری انگلستان گذراند و به تدریس و پژوهش پرداخت.

### بازنشستگی
در سال ۱۳۶۰ بازنشسته شد و از آن پس، بیشتر وقت خود را به پژوهش در فرهنگ و ادبِ کهنِ ایرانی گذراند و تنها ساعت‌هایی از هفته به تدریس در دانشگاهِ آزاد (شهرکرد و نجف آباد) سرگرم بود.

## کارنامه پژوهشی
در سال ۱۳۴۲، کتاب هیمالیا، ترجمه برگزیده شعر پانزده تن از شاعران اردو زبان شبه قارّه هندوستان و پاکستان را با همکاری دکتر سیّد علی‌رضا نقوی منتشر کرد و کتاب اوستا، نامه مینَوی آیین زرتشت، بازنوشت گزینه‌ای از گزارش اوستای استاد  ابراهیم پورداود را در سال ۱۳۴۳ زیر نظر استادش تدوین کرد و به ناشر سپرد که تا سال ۱۳۶۶ شش بار به چاپ رسیده‌است.
در سال ۱۳۶۳ ترجمه کتاب آفرینش و رستاخیز، پژوهشی معنی‌شناختی در ساخت جهان بینی قرآنی، اثر پژوهشگر ژاپنی «شینیا ماکینو» را منتشر کرد که در سال ۱۳۷۶ به چاپ دوم رسید.
در سال ۱۳۶۶ کتاب دو جلدی «اوستا، کهن‌ترین سرودها و متن‌های ایرانی» (گزارش و پژوهش) یکی از مشهورترین آثارش را برای بزرگداشت سه هزارمین سال زادْروز زرتشت و یک‌صدمین سال زادْروز استاد ابراهیم پورداود آماده چاپ و نشرکرد؛ امّا کتاب در نوبت کسب مجوز ماند تا در سال ۱۳۷۰ به چاپ رسید. این کتاب تا سال ۱۳۸۹، پانزده بار به چاپ رسیده‌است. دو چاپ از این کتاب نبز به خطِّ سیریلیک / کریلیک در ازبکستان و تاجیکستان نشر یافته‌است.
وی، در پایان سال ۱۳۶۹ ناگزیر از ترک میهن شد و با خانواده‌اش به استرالیا کوچید و از آن پس در شهر تانزویل در ایالت کوینزلند استرالیا زندگی می‌کند و کارهای پژوهشی‌اش را در چهارچوب «کانون پژوهش‌های ایران‌شناختی» و در همکاری گسترده با نهادهای دانشگاهی و پژوهشی در ایران و کشورهای دیگر ادامه می‌دهد.
دکتر جلیل دوستخواه بیشتر در زمینه زبان و ادبیات فارسی به ویژه شاهنامه‌شناسی و حماسه‌سرایی در ایران، پژوهش‌ها و ترجمه‌هایی را انجام داده‌است.

## آثار
- اوستا، نامهٔ مینوی آئین زرتشت - (از گزارش ابراهیم پورداوود) (۱۳۴۴)
- اوستا، کهن‌ترین سرودها و متن‌های ایرانی (ترجمه فارسی متن کامل اوستا) (۱۳۷۰)
- پژوهشهایی در شاهنامه - گزارش و ویرایش جلیل دوست‌خواه (۱۳۷۱)
- هیمالیا، برگزیده شعر پانزده تن از شاعران اردو زبان - ترجمه علیرضا نقوی، جلیل دوست‌خواه
- آئینها و افسانه‌های ایران و چین باستان - نوشته جی.سی. کویاجی - ترجمه جلیل دوست‌خواه (۱۳۵۴)
- حماسهٔ ایران: یادمانی از فراسوی هزاره‌ها (سی و پنج گفتار و بررسی و نقد شاهنامه شناختی) - پژوهش و نگارش جلیل دوست‌خواه (۱۳۸۰)
- شناخت نامه فردوسی و شاهنامه - (۱۳۸۴)
- فرایند تکوین حماسه ایران پیش از روزگار فردوسی- (۱۳۸۴)
- ایران‌شناخت: بیست گفتار پژوهشی ایران‌شناختی - ترجمه جلیل دوست‌خواه
- گزارش هفتخان رستم بر بنیاد داستانی از شاهنامهٔ فردوسی، ققنوس (۱۳۸۱)